# Michael Morgan
Michael Dennis Morgan (ur. 19 grudnia 1946 w Sydney) – australijski wioślarz, srebrny medalista olimpijski.

## Kariera
Wystąpił na igrzyskach olimpijskich w Meksyku w 1968, gdzie Australijczycy w składzie: Alf Duval, Michael Morgan, Joe Fazio, Peter Dickson, David Douglas, John Ranch, Gary Pearce, Bob Shirlaw i Alan Grover (sternik) zdobyli srebrny medal w ósemkach. W finale o 0,98 sekundy przegrali z osadą RFN, a o 1,13 sekundy wyprzedzili osadę ZSRR. Na rozgrywanych cztery lata później igrzyskach olimpijskich w Monachium w tej samej konkurencji zajął ósme miejsce.
Po zakończeniu kariery pracował jako trener. Prowadził między innymi australijską ósemkę na igrzyskach olimpijskich w Montrealu (1976), mistrzostwach świata w Karapiro (1978) i mistrzostwach świata w Monachium (1981).
W 2007 został wybrany wiceprezydentem Sydney Rowing Club.
W 2001 został odznaczony Orderem Australii.